# Gummadidala
Gummadidala é uma pequena cidade em Medak, distrito de Andhra Pradesh, Índia. Está localizada 40 qulômetros ao norte de Hyderabad. A cidade data da época da dinastia kakatiya. Gummadidala possui muitos templos, como o Lord Rama Temple, Shivalayam e o Veerabhadra Swamy Temple.
Gummadidala, estando nos subúrbios de Hyderabad, foi muito industrializada nas últimas duas décadas. Existem muitas indústrias e companias químicas, que fornecem empregos para a maioria dos moradores.
Gummadidala é conhecidada pela variedade de sua agricultura. Além de arroz e milho, os principais produtos agrícolas, há também algodão, sorghum, girassol, tomate, pimenta chilena, beringela, maçã-de-bálsamo, e muitas outros. "Best Farmer" é um distrito, is not a new to the farmers of Gummadidala, as most of the awards belonged to them. They always try experimenting new methods and got many good results, despite being dependent on monsoons for water.